# Kutir-Nahhunte I.
Kutir-Nahhunte (I.) war ein elamitischer Herrscher, von dem nur wenig Sicheres bekannt ist. Er trug den Titel sukkalmah und regierte wahrscheinlich um 1725 v. Chr. Er war vielleicht der Sohn von Kudu-zuluš.
Von Tempti-Agun gibt es eine Ziegelinschrift aus Susa, die besagt, dass dieser Herrscher einen Tempel zu Ehren von Kutir-Nahhunte erbaut hatte. In Susa fanden sich auch Teile eines Archives, das unter Kutir-Nahhunte zu datieren ist. In einem der Texte wird Dilmun genannt.
Siehe auch: Liste der Könige von Elam